# غابرييلا رايت
غابرييلا رايت (بالإنجليزية: Gabriella Wright)‏ هي عارضة وممثلة بريطانية، ولدت في 19 يونيو 1982 في المملكة المتحدة.

## أعمال

### أفلام
- (2010) 22 رصاصة[4][5]
- (2015) الناقل بالوقود[6]

## وصلات خارجية
- غابرييلا رايت على موقع IMDb (الإنجليزية)
- غابرييلا رايت على موقع ألو سيني (الفرنسية)
- غابرييلا رايت على موقع أول موفي (الإنجليزية)
- غابرييلا رايت على موقع قاعدة بيانات الفيلم (الإنجليزية)
- غابرييلا رايت على موقع كينوبويسك (الروسية)